# Pentatonix
Pentatonix és un grup a cappella de cinc vocalistes, Scott Hoying, Kirstin Maldonado, Mitch Grassi, Matt Sallee i Kevin Olusola, procedent d'Arlington (Texas); Avi Kaplan va ser el baix del grup fins al 2017, quan va ser substituït per Sallee. El grup va guanyar la tercera temporada de The Sing-Off a la cadena NBC, fent un arranjament d'"Eye of the Tiger", originalment cantada per la banda Survivor. Pentatonix va guanyar 200.000 $ i un contracte de gravació amb Sony. El seu EP debut, PTX Vol 1, va arribar al núm. 14 en el Billboard 200 i el seu EP de Nadal, PTXmas, va arribar al núm. 1 en l'iTunes Holiday Albums.

## Primers passos
Scott Hoying i Kirstie Maldonado van sortir de les seves respectives carreres per poder presentar-se a The Sing-Off .
Després de la seva victòria en el programa, tots els membres del grup es van mudar a Los Angeles amb l'esperança de poder seguir amb la seva carrera com a artistes professionals. El seu objectiu era convertir-se en el grup a cappella més reconegut dels nostres temps.
El gener del 2012, Pentatonix va començar a publicar versions de cançons populars en el seu canal de YouTube. Moltes de les seves versions, incloent "Somebody that I used to know" de Gotye amb Kimbra, "Gangnam Style" de PSY, i "We are young" de Fun, van ser sensació a YouTube.
El seu tant anticipat disc. PTX Vol. 1, va ser llançat el 26 de juny de 2012, obtenint el lloc número 14 en el rànquing dels 200 de la Billboard dels EUA i el lloc número 5 per a categoria digital. Aquest disc va vendre més de 20.000 còpies la primera setmana del seu llançament. Pentatonix va promocionar el seu àlbum a través d'aparicions en la premsa, com per exemple Acces Hollywood, VH1 The Buzz, Marie, i diversos shows en la televisió local, Pentatonix, a més, es van presentar com a convidats en la versió xinesa de The Sing-Off .
Pentatonix es va embarcar en la seva primera gira nacional a la tardor del 2012. La gira va ser venguda totalment i es va presentar a 30 ciutats. El grup va dir que aquesta primera gira va ser l'oportunitat per a conèixer als seus admiradors i entendre com realitzar una presentació a cappella de 90 minuts.

## Discografia
EPs
- PTX, Volume 1 (26 de juny de 2012)
- PTXmas (13 de novembre de 2012)[2]
- PTX, Vol. II (2013)
- PTX, Vol. III (2014)
- PTX, Vol. IV - Classics (2017)
- At Home (2020)

### Àlbums
- PTX, Vols. 1 & 2 (2014)
- PTX (2014)
- That's Christmas to Me (2014)
- Pentatonix (2015)
- A Pentatonix Christmas (2016)
- PTX Presents: Top Pop, Vol. I (2018)
- We Need a Little Christmas (2020)
- The Lucky Ones (2021)